# R-Tuned: Ultimate Street Racing
R-Tuned: Ultimate Street Racing es un juego de carreras arcade desarrollado por Sega AM2 y lanzado por Sega el 23 de octubre de 2008 en Asia y América del Norte, y el 17 de abril de 2009 en Europa. El juego se ejecuta en la plataforma Sega Lindbergh.

## Jugabilidad
El juego se centra en la escena de las importaciones y las carreras callejeras ilegales. Utiliza el motor de modelo de personajes de Virtua Fighter 5. Los jugadores pueden guardar su progreso y registros usando tarjetas IC. Hay botones de impulso en el volante, los jugadores pueden usar impulsos ilimitados para acelerar durante el juego.
Hay 2 modos de juego:
- Modo de batalla: Los jugadores intentan obtener los puntos más altos durante la carrera.
- Contrarreloj: Los jugadores intentan terminar el curso con el tiempo más rápido

## Ciudades
- New York
- Hong Kong
- Shibuya
- Shinjuku

## Coches
Hay un total de 20 autos jugables y 5 autos no jugables (Total: 25). Los autos se pueden ajustar a niveles más altos para un mejor rendimiento. Además, se pueden agregar pegatinas gráficas cómicas y tubos de neón a los autos.
Coches jugables:
- Chevrolet Corvette (C6)
- Ford Mustang
- Honda Integra
- Honda NSX
- Honda S2000
- Mazda RX-7 (FD)
- Mazda RX-8
- Mazda Savanna RX-7 (FC)
- Mitsubishi Eclipse
- Mitsubishi Lancer Evolution IX
- Nissan Fairlady Z (Z32)
- Nissan Fairlady Z (Z33)
- Nissan Skyline GT-R (R32)
- Nissan Skyline GT-R (R34)
- Pontiac GTO
- Subaru Impreza
- Subaru Legacy
- Toyota Celica (T200)
- Toyota Celica (T230)
- Toyota Supra

Coches no jugables:
- Ford GT
- Dodge Viper
- Ford Mustang (1967)
- Chevrolet Corvette (C3)
- Nissan GT-R